# Миронова, Татьяна Андреевна
Татьяна Андреевна Миронова (род. 13 февраля, 1984, Ленинград, СССР) – российский телевизионный продюсер и шоураннер, медиаменеджер. Основатель и генеральный директор производственных медиакомпаний TLVision и MIRONOVA production. Основатель проекта «Что ты несешь?». Окончила Санкт-Петербургский государственный университет в 2005 году, получив специальность по направлению «Журналистика».

### Работа на телевидении
В 19 лет прошла кастинг на место ведущей на телеканале MTV-Петербург, до 2008 года работала в развлекательных передачах, в том числе брала интервью у зарубежных знаменитостей  – Ленни Кравица, Ким Кэтролл, Джареда Лето, Пола Смита, Moby, David Guetta, групп Metallica, The Prodigy и других.
В 2008 году получила приглашение о работе от «Первого канала» и уехала в Москву освещать международный песенный конкурс «Евровидение» в качестве корреспондента.
С 2010 года работала как продюсер развлекательных шоу на  MTV Russia. Запустила передачи «Шопоголики» (2010), «Любовь с первого взгляда» (2011),  «Каникулы в Мексике» (2011-2012).
С 2015 по 2017 год производила реалити-шоу «Беременные» (3 сезона) для телеканала «Домашний», героинями которого стали российские звезды – журналист и телеведущая Тутта Ларсен, певица и блогер Саша Зверева, режиссёр Валерия Гай Германика, дочь российского модельера Валентина Юдашкина Галина Юдашкина, экс-участница телепроекта «Дом-2» Дарья Пынзарь и другие «звездные» мамы.

### Запуск собственной студии
С 2019 года запускает собственную производственную студию и выпускает для телеканала ТВ-3 - реалити-шоу «Охлобыстины» о жизни и семье известного российского режиссёра и актёра Ивана Охлобыстина и шоу для семейного просмотра «Рисуем сказки». В 2021 году проект стал победителем в номинации "Лучшая программа для детей" и обладателем премии "ТЭФИ-KIDS". С 2019 по 2020 год на телеканале «Супер» вышли в эфир реалити-шоу «ЯнаСупер» с бизнес-леди и продюсером Яной Рудковской, «СуперАйза» с Айзой Анохиной.
С 2020 года работает с телеканалом ТНТ: в эфир выходят проекты «Золото Геленджика» (2020), «Влюбись, если сможешь» (2022), «Звезды в Африке» (2021-2022, 3 сезона) – российская адаптация британского формата «I’m a Celebrity… Get Me Out of Here!». В рамках шоу 15 знаменитостей на протяжении проекта борются за еду и денежный приз в дикой саванне Африки. Съемки всех сезонов проходят на территории национального парка Крюгера в ЮАР. Ведущими проекта выступили телеведущая и певица Ольга Бузова, режиссёр и актёр Михаил Галустян, за время проекта в нём приняли участие более 40 российских звезд шоу-бизнеса. Весной 2023 года стартовала обновленная версия шоу под новым названием «Новые звезды в Африке», по итогам сезона победителем стал рэпер Александр Степанов (ST). Шоу неоднократно признавалось одним из самых успешных телевизионных реалити-проектов на российском телевидении. В 2022 году второй сезон «Звезды в Африке» занял первую строчку рейтинга самых востребованных среди зрителей отечественных развлекательных программ по версии профильного портала «Вокруг ТВ», опередив популярные реалити-проекты «Холостяк» и «Пацанки».
27 апреля 2023 года состоялась премьера короткометражного фильма «Уи, шеф», в котором Татьяна Миронова выступила как режиссёр и продюсер. Фильм рассказывает историю петербургского бистро Crevette и его создателей Алены Мельниковой и Олега Перфилова.
В 2023 году выступила в качестве спикера и эксперта на Петербургском Международном Экономическом Форуме в рамках круглого стола «Производство оригинальных тв-шоу: новое время – новые смыслы». 
Выступила продюсером мистического реалити-шоу «Место силы», ведущим которого стал Юрий Музыченко, шоу вышло 29 июня 2024 года в эфир телеканала ТНТ. Это реалити о легендах и тайнах Санкт-Петербурга, которые разгадывают участники проекта - люди со сверх способностями. 16 сентября 2024 года в эфир телеканала ТНТ вышел еще один продюсерский проект Татьяны Мироновой - реалити-шоу «Первые на деревне», в котором популярных блогеров - Егора Шипа, Владислава Мирова, Мухаммада Битуева и других - отправляют на «выживание» в условиях российской глубинки. Ведущими проекта стали актриса Марина Федункив и комик Евгения Искандарова. 

### Личная жизнь
Замужем, есть дочь. Муж – топ-менеджер Вадим Навоенко. Свадьба пары состоялась в августе 2023 года в Санкт-Петербурге. В апреле 2024 года у пары родился сын.